# Israel-Premier Tech/2024
Deze pagina geeft een overzicht van wielerploeg Israel-Premier Tech in 2024.

## Algemeen
Algemeen manager: Kjell Carlström
Teammanager: Rik Verbrugghe (tot 27-09) , Steve Bauer
Ploegleiders: René Andrle, David Bailey, Sam Bewley, Oscar Guerrero, Daryl Impey, René Mandri, Jonathan Patrick McCarty , Dror Pekatch, Rubén Plaza, Sep Vanmarcke, Eric Van Lancker
Fietsen: Factor
Kleding: EKOÏ

## Renners
| Naam                | Geboortedatum | Nationaliteit       | Ploeg 2023                  |
| ------------------- | ------------- | ------------------- | --------------------------- |
| Pascal Ackermann    | 17-01-1994    | Duitsland           | UAE Team Emirates           |
| George Bennett      | 07-04-1990    | Nieuw-Zeeland       | UAE Team Emirates           |
| Joseph Blackmore**  | 23-02-2003    | Verenigd Koninkrijk | -                           |
| Guillaume Boivin    | 25-05-1989    | Canada              |                             |
| Simon Clarke        | 18-07-1986    | Australië           |                             |
| Itamar Einhorn      | 20-09-1997    | Israël              |                             |
| Marco Frigo         | 02-03-2000    | Italië              |                             |
| Chris Froome        | 20-05-1985    | Verenigd Koninkrijk |                             |
| Jakob Fuglsang      | 22-03-1985    | Denemarken          |                             |
| Derek Gee           | 03-08-1997    | Canada              |                             |
| Hugo Hofstetter     | 13-02-1994    | Frankrijk           | Arkéa Samsic                |
| Mason Hollyman      | 25-06-2000    | Verenigd Koninkrijk |                             |
| Hugo Houle          | 27-09-1990    | Canada              |                             |
| Oded Kogut          | 14-02-2001    | Israël              | Israel Premier Tech Academy |
| Krists Neilands     | 18-08-1994    | Letland             |                             |
| Riley Pickrell      | 16-08-2001    | Canada              | Israel Premier Tech Academy |
| Nadav Raisberg      | 29-03-2001    | Israël              | Israel Premier Tech Academy |
| Matthew Riccitello  | 05-03-2002    | Verenigde Staten    |                             |
| Guy Sagiv           | 05-12-1994    | Israël              |                             |
| Nick Schultz        | 13-09-1994    | Australië           |                             |
| Michael Schwarzmann | 07-01-1991    | Duitsland           | Lotto-Dstny                 |
| Riley Sheehan       | 16-06-2000    | Verenigde Staten    | Denver Disruptors           |
| Jake Stewart        | 02-10-1999    | Verenigd Koninkrijk | Groupama-FDJ                |
| Corbin Strong       | 30-04-2000    | Nieuw-Zeeland       |                             |
| Dylan Teuns         | 01-03-1992    | België              |                             |
| Tom Van Asbroeck    | 19-04-1990    | België              |                             |
| Ethan Vernon        | 26-08-2000    | Verenigd Koninkrijk | Soudal-Quick Step           |
| Stephen Williams    | 09-06-1996    | Verenigd Koninkrijk |                             |
| Michael Woods       | 16-02-1990    | Canada              |                             |
| Mads Würtz Schmidt  | 31-03-1994    | Denemarken          |                             |
| Rick Zabel*         | 07-12-1993    | Duitsland           |                             |

*tot 26/5
**vanaf 3/5 komt over van Israel Premier Tech Academy

### Stagiairs
Per 20 augustus 2024
| Naam      | Geboortedatum | Nationaliteit       | Vorige ploeg     |
| --------- | ------------- | ------------------- | ---------------- |
| Jim Brown | 02-10-2000    | Verenigd Koninkrijk | Ribble Rebellion |

### Vertrokken
| Naam               | Geboortedatum | Nationaliteit | Ploeg 2024                    |
| ------------------ | ------------- | ------------- | ----------------------------- |
| Sebastian Berwick  | 15-12-1999    | Australië     | Caja Rural-Seguros RGA        |
| Omer Goldstein     | 13-08-1996    | Israël        | ?                             |
| Ben Hermans        | 08-06-1986    | België        | Cofidis                       |
| Reto Hollenstein   | 22-08-1985    | Zwitserland   | Gestopt                       |
| Daryl Impey        | 06-12-1984    | Zuid-Afrika   | Gestopt                       |
| Taj Jones          | 26-07-2000    | Australië     | Gestopt                       |
| Giacomo Nizzolo    | 30-01-1989    | Italië        | Q36.5 Pro Cycling Team        |
| Domenico Pozzovivo | 30-11-1982    | Italië        | VF Group-Bardiani CSF-Faizanè |
| Jens Reynders      | 25-05-1998    | België        | Bingoal WB Devo Team          |
| Sep Vanmarcke      | 28-07-1988    | België        | Gestopt                       |

## Overwinningen
| Nationale kampioenschappen wielrennen Canada - wegrit: Michael Woods Israël - tijdrit: Oded Kogut Israël - wegrit: Oded Kogut Tour Down Under 6e etappe: Stephen Williams Eindklassement: Stephen Williams Ronde van de Provence 3e etappe: Tom Van Asbroeck Ronde van de Alpes-Maritimes 1e etappe: Ethan Vernon Ronde van Rwanda 2e etappe: Itamar Einhorn 6e etappe: Joseph Blackmore 7e etappe: Itamar Einhorn 8e etappe: Joseph Blackmore Eindklassement: Joseph Blackmore Ronde van Taiwan 1e etappe: Itamar Einhorn 2e etappe: Mason Hollyman 5e etappe: Itamar Einhorn Eindklassement: Joseph Blackmore | Ronde van Catalonië 1e etappe: Nick Schultz Waalse Pijl Stephen Williams Critérium du Dauphiné 3e etappe: Derek Gee Ronde van Sibiu 2e etappe (deel A): Riley Pickrell Ronde van Wallonië 2e etappe: Corbin Strong Ploegenklassement: *1) Ronde van Spanje 13e etappe: Michael Woods Ronde van Groot-Brittannië 2e etappe: Stephen Williams 3e etappe: Stephen Williams Eindklassement: Stephen Williams Puntenklassement: Ethan Vernon Ploegenklassement: *2) CRO Race 6e etappe: Oded Kogut | Ronde van Veneto Corbin Strong Ronde van Guangxi 3e etappe: Ethan Vernon 4e etappe: Ethan Vernon Puntenklassement: Ethan Vernon |

*1) Ploeg Ronde van Wallonië: Clarke, Kogut, Pickrell, Schultz, Schwarzmann, Strong, Teuns
*2) Ploeg Ronde van Groot-Brittannië: Blackmore, Clarke, Schultz, Stewart, Vernon, Williams
Bingoal WB · Burgos-BH · Caja Rural-Seguros RGA · Equipo Kern Pharma · Euskaltel-Euskadi · Israel-Premier Tech · Lotto Dstny · Polti Kometa · Q36.5 Pro Cycling Team · TDT-Unibet Cycling Team · Team Corratec-Vini Fantini · Team Flanders-Baloise · Team Novo Nordisk · TotalEnergies · Tudor Pro Cycling Team · Uno-X Mobility · VF Group-Bardiani CSF-Faizanè
2020 · 2021 · 2022 · 2023 · 2024 · 2025